# Seven Doors to Death

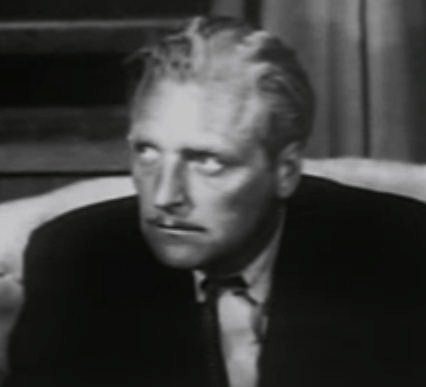
George Meeker dans Seven Doors to Death

Seven Doors to Death est un film américain réalisé par Elmer Clifton, sorti en 1944.

## Synopsis
Dans les Hamilton Court de Los Angeles, un coup de feu retentit dans un appartement. Une femme crie et s'enfuit, apercevant une voiture conduite par l'architecte Jimmy McMillan. Elle lui ordonne sous la menace d'une arme de partir à toute vitesse. Dans la précipitation, la voiture s'écrase sur la route mais la femme disparaît sans laisser de trace à l'arrivée des secours. Après être retourné sur les lieux, McMillan trouve un cadavre et appelle le capitaine William Jaffe. Lorsque la police arrive, le cadavre s'est mystérieusement transformé en celui d'une autre victime.
Le capitaine de police reconnaît l'homme mort comme étant l'avocat de Mary Rawling. Convoquant Rawlings, la propriétaire du magasin de Hamilton, McMillan reconnaît immédiatement qu'elle était la femme dans sa voiture. Son alibi ne semble pas convaincant pour la police qui décide de lancer sa propre enquête, en commençant par les commerçants du Hamilton Court. L'antiquaire Donald Adams se souvient que la nuit du meurtre, un sarcophage égyptien a été dérobé dans sa boutique. Lorsque McMillan trouve l'objet volé, il tombe sur l'homme qui a été tué.
Plus tard, alors que l'enquête avance, un autre suspect, l'orfèvre Claude Burns est tué. On soupçonne le fourreur Charles Eaton, tandis que Mary est arrêtée tout en clamant être victime d'un coup monté. Finalement, une confrontation entre ses accusateurs conduit à la découverte de bijoux volés chez l'orfèvre et du véritable coupable de tous ces crimes.

## Fiche technique
- Autre titre (USA) : Vanishing Corpses
- Réalisation : Elmer Clifton
- Scénario : Elmer Clifton d'après une histoire originale de Helen Kiely
- Producteur : Arthur Alexander
- Distributeur : Producers Releasing Corporation
- Directeur de la photographie : Robert E. Cline
- Montage : Charles Henkel Jr.
- Durée : 64 minutes
- Date de sortie : 27 juillet 1944

## Distribution
- Chick Chandler : Jimmy McMillan
- June Clyde : Mary Rawling
- George Meeker : Charles Eaton
- Michael Raffetto : Capt. Wm. Jaffe
- Gregory Gaye : Henry Gregor
- Edgar Dearing : Claude Burns
- Rebel Randall : Mable De Rose
- Milton Wallace : Donald Adams
- Casey MacGregor : Timothy Green